# فرودگاه شاترو-سانتر
فرودگاه شاتُرو-سانتر (به فرانسوی: Aéroport de Châteauroux-Centre) یک فرودگاه همگانی با کد یاتا CHR است که یک باند فرود بتن دارد و طول باند آن ۳۵۰۰ متر است. این فرودگاه در شهر شتورو کشور فرانسه قرار دارد و در ارتفاع ۱۶۱ متری از سطح دریا واقع شده‌است.

## شرکت‌های هواپیمایی و مقصدهای پروازی
| شرکت‌های هواپیمایی         | مقصدهای پروازی                 |
| ------------------------- | ------------------------------ |
| هاپ!                      | فصلی: آیاتچو – ناپلئون بنوپارت |
| IGavion اجرا توسط Skytaxi | فصلی: نیس کوت دازور            |